# Снузелен

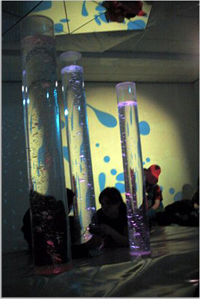
Дети в комнате снузелен.

Сну́зелен (нидерл. snoezelen /ˈsnuzələ(n)/), или контролируемая мультисенсорная стимуляция — название подхода к терапии психических отклонений, распространённого в Нидерландах и Германии, а также специальных помещений, комнат снузелен, используемых в рамках этого подхода. В комнатах снузелен создаётся успокаивающая, но в то же время стимулирующая обстановка, благодаря использованию световых эффектов, запахов, звуков, специальных материалов, стимулирующих тактильные ощущения. Среди расстройств и заболеваний, при которых используется снузелен — аутизм и другие расстройства развития, болезнь Альцгеймера и другие формы деменции, травмы мозга.
Название метода является неологизмом и образовано слиянием нидерландских слов snuffelen (в данном контексте — «вынюхивать; изучать») и doezelen («дремать»). «SNOEZELEN» — зарегистрированный товарный знак британской компании Rompa, которая продаёт оборудование для комнат снузелен; термин же, да и концепция самого метода, были предложены в конце 1970-х годов терапевтами Яном Хюлсегге (Jan Hulsegge) и Адом Верхейлом (нидерл. Ad Verheul), работавшими в нидерландском De Hartenberg Institute.
Эффективность подхода снузелен изучена слабо, дизайн исследований варьирует, и это создаёт трудности при анализе результатов.